# Келія

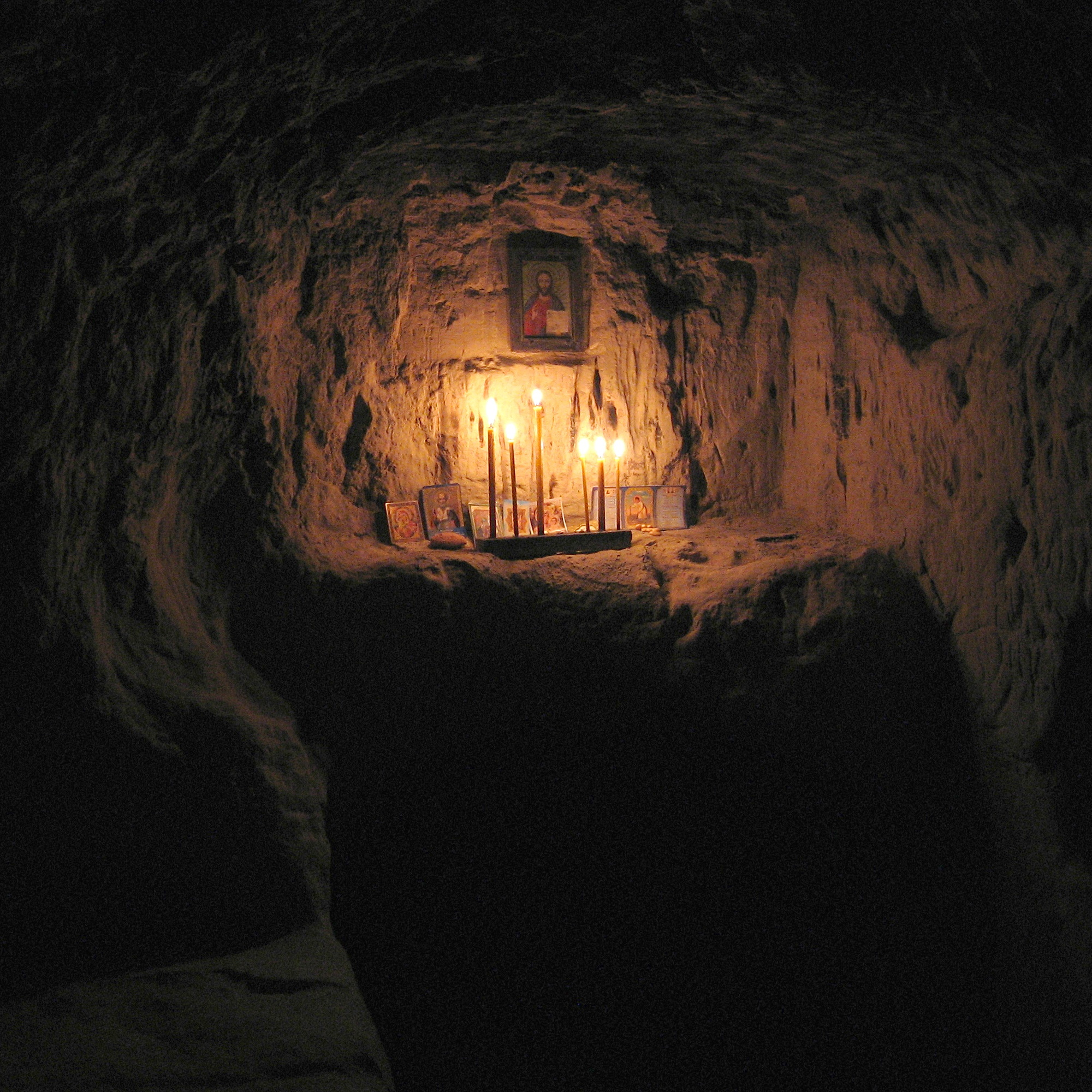
Келія у печерах Китаївського монастиря

Ке́лія — спеціальна кімната, чи будинок, в якому мешкають ченці в монастирі.
У разі браку приміщення в загальному монастирському будинку кожному ченцю дозволяється будувати в монастирі особливу для себе келію на власні кошти, згідно з існуючими правилами. На землях колишньої Русі, коли монастирі відвідувало багато людей заможних верств суспільства, цей дозвіл широко практикувався.
У Російській імперії часів Петра І ввійшло у звичай насильницьке постриження в чернецтво жінок чоловіками, у жіночих монастирях було багато окремих келій черниць. Поза тим, ці келії дозволялося вспадковувати за заповітом мирськими родичами ченця, до того ж іноді вони знову продавалися заможним особам, що стриглися в ченці, а іноді просто дарувалися монастирю.